# Barbara Fusar-Poli
Barbara Fusar-Poli (ur. 6 lutego 1972 w Sesto San Giovanni) – włoska łyżwiarka figurowa, startująca w parach tanecznych z Mauriziem Margagliem. Brązowa medalistka olimpijska z Salt Lake City (2002) i uczestniczka igrzysk olimpijskich (1998, 2006), mistrzyni świata (2001), mistrzyni Europy (2001), zwyciężczyni finału Grand Prix (2000) oraz 9-krotna mistrzyni Włoch (1995–2002, 2006). Po zakończeniu kariery sportowej w 2006 roku została trenerką łyżwiarstwa w Mediolanie.

## Życiorys
Fusar-Poli w młodości interesowała się baletem, pływaniem, aby w wieku 9 lat ostatecznie wybrała łyżwiarstwo figurowe.

### Kariera amatorska
Pierwszym partnerem sportowym Fusar-Poli był Matteo Bonfa, a następnym Alberto Reani. Współpracę z Mauriziem Margagliem rozpoczęła w 1994 roku. Para aż 9-krotnie zdobywała mistrzostwo Włoch (1995–2002, 2006) i odnosiła sukcesy na arenie międzynarodowej od początku wspólnej kariery. W 1996 roku po raz pierwszy stanęli na podium zawodów z cyklu Grand Prix – Skate Canada International. 
Wzięli udział w Zimowych Igrzyskach Olimpijskich 1998 w Nagano, gdzie zajęli 6. miejsce. 
W sezonie 1999/2000 nie zajęli miejsca poniżej drugiego. Zdobyli srebro Trophée Lalique 1999, a następnie wygrali Skate America 1999 i Cup of Russia 1999. Awansowali do finału Grand Prix w Lyonie, gdzie ustąpili na podium jedynie francuskiej parze Marina Anisina / Gwendal Peizerat. Taki sam rezultat osiągnęli na mistrzostwach Europy i mistrzostwach świata, gdzie górą nadal byli Francuzi. W kolejnym sezonie Fusar-Poli / Margaglio byli niepokonani. Wygrali zawody Sparkassen Cup on Ice 2000 oraz kontynuowali passę zwycięstw w Cup of Russia 2000 i Skate America 2000. W finale Grand Prix 2000 w Tokio odnieśli kolejny sukces, pokonując parę rosyjską Łobaczowa / Awierbuch oraz parę litewską Drobiazko / Vanagas. Ponadto zdobyli tytuł mistrzów Europy w Bratysławie i tytuł mistrzów świata w Vancouver. 
W swoim drugim występie olimpijskim, na Zimowych Igrzyskach Olimpijskich 2002 w Salt Lake City zdobyli brązowy medal pomimo upadku Margaglio podczas tańca dowolnego. Litewska para Drobiazko / Vanagas złożyła protest, ale nie został on uznany i utrzymano pierwotne wyniki. Po igrzyskach Fusar-Poli / Margaglio nie wzięli udział w mistrzostwach świata i zakończyli amatorską karierę.
Para Fusar-Poli / Margaglio we wrześniu 2005 roku ogłosiła, że postanawia wrócić do rywalizacji specjalnie na Zimowe Igrzyska Olimpijskie 2006 w swojej ojczyźnie. Po zdobyciu dziewiątego mistrzostwa Włoch wystąpili jedynie w zawodach olimpijskich w Turynie. Był to pierwszy konkurs tej pary na arenie międzynarodowej, w którym obowiązywał nowy system oceniania ISU. Po tańcu obowiązkowym byli niespodziewanymi liderami rywalizacji. W tańcu oryginalnym na kilka sekund przed zakończeniem występu Margaglio stracił równowagę podczas wykonywania podnoszenia rotacyjnego i przewrócił się, upuszczając Fusar-Poli. Fusar-Poli przez około 30 sekund patrzyła na Margaglia, a następnie para opuściła lód. Spadli na 7. miejsce w klasyfikacji po tańcu oryginalnym, ale dobra jazda w tańcu dowolnym pozwoliła im na zakończenie zawodów na 6. miejscu. Po zakończeniu konkursu obydwoje potwierdzili, że ich złość po upadku wynikała z faktu popełnienia błędu, a nie wzajemnego obwiniania się za zaistniałą sytuację. Kilka lat później Fusar-Poli wyznała, że podczas ich tańca oryginalnego na lodzie znajdowały się kryształy Swarovskiego z kostiumów wcześniejszych zawodników, ale upadek był wynikiem ich własnego błędu. Igrzyska były ostatnim wspólnym konkursem Fusar-Poli i Margaglio, jednak kontynuowali oni wspólne występy w rewiach łyżwiarskich.

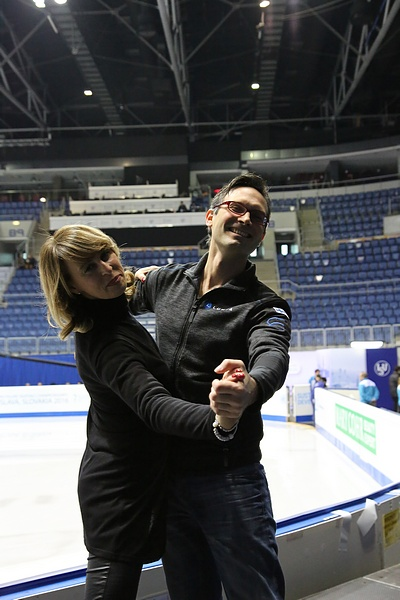
Fusar-Poli i Margaglio (2016)

### Kariera trenerska

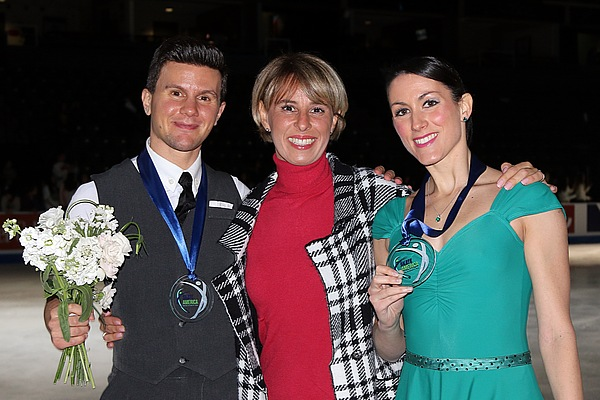
Fusar-Poli z trenowaną przez nią parą taneczną Charlène Guignard i Marco Fabbri (2018)

W 2012 roku Fusar-Poli współpracowała ze sztabem trenerskim Igora Szpilbanda w Novi. Jej głównym ośrodkiem szkoleniowym jest jednak Mediolan, gdzie pracuje ze Stefano Caruso i trenuje łyżwiarzy na lodowisku Agora.

### Życie prywatne
W czerwcu 2000 roku poślubiła Diega Cattaniego, z którym ma dwoje dzieci: córkę Giorgię (ur. 24 czerwca 2004) i syna Christiana (ur. 2008).

## Osiągnięcia

### Z Maurizio Margaglio
| Zawody                        | 94–95          | 95–96          | 96–97          | 97–98          | 98–99          | 99–00          | 00–01          | 01–02          | 05–06          |                |                |                |                |                |                |                |                |
| Międzynarodowe                | Międzynarodowe | Międzynarodowe | Międzynarodowe | Międzynarodowe | Międzynarodowe | Międzynarodowe | Międzynarodowe | Międzynarodowe | Międzynarodowe | Międzynarodowe | Międzynarodowe | Międzynarodowe | Międzynarodowe | Międzynarodowe | Międzynarodowe | Międzynarodowe | Międzynarodowe |
| ----------------------------- | -------------- | -------------- | -------------- | -------------- | -------------- | -------------- | -------------- | -------------- | -------------- | -------------- | -------------- | -------------- | -------------- | -------------- | -------------- | -------------- | -------------- |
| Igrzyska olimpijskie          |                |                |                | 6              |                |                |                | 3              | 6              |                |                |                |                |                |                |                |                |
| Mistrzostwa świata            |                | 10             | 9              | 5              | 5              | 2              | 1              |                |                |                |                |                |                |                |                |                |                |
| Mistrzostwa Europy            | 10             | 8              | 7              | 5              | 4              | 2              | 1              | 2              |                |                |                |                |                |                |                |                |                |
| GP Finał Grand Prix           |                |                |                | 5              | 5              | 2              | 1              | 4              |                |                |                |                |                |                |                |                |                |
| GP Sparkassen Cup on Ice      |                |                |                |                |                |                | 1              | 1              |                |                |                |                |                |                |                |                |                |
| GP NHK Trophy                 |                |                | 5              | 3              |                |                |                |                |                |                |                |                |                |                |                |                |                |
| GP Cup of Russia              |                |                |                |                |                | 1              | 1              | 1              |                |                |                |                |                |                |                |                |                |
| GP Skate America              |                |                |                | 2              | 3              | 1              | 1              |                |                |                |                |                |                |                |                |                |                |
| GP Skate Canada International |                | 7              | 3              |                |                |                |                |                |                |                |                |                |                |                |                |                |                |
| GP Trophée Lalique            |                | 6              |                |                | 2              | 2              |                |                |                |                |                |                |                |                |                |                |                |
| Autumn Trophy                 |                |                | 1              |                |                |                |                |                |                |                |                |                |                |                |                |                |                |
| Lysiane Lauret Challenge      |                | 1              |                |                |                |                |                |                |                |                |                |                |                |                |                |                |                |
| Memoriał Karla Schäfera       | 3              |                |                |                |                |                |                |                |                |                |                |                |                |                |                |                |                |
| Krajowe                       |                |                |                |                |                |                |                |                |                |                |                |                |                |                |                |                |                |
| Mistrzostwa Włoch             | 1              | 1              | 1              | 1              | 1              | 1              | 1              | 1              | 1              |                |                |                |                |                |                |                |                |

### Z Alberto Reani
| Mistrzostwa świata | 22 | 17 |
| Mistrzostwa Europy |    | 17 |
| Nations Cup        |    | 6  |
| Piruetten          |    | 6  |

### Z Matteo Bonfa
| Mistrzostwa świata juniorów | 15 | 10 |